# Vanda Božić
Vanda Božić (Karlovac, 7. kolovoza 1978.) je hrvatska kazališna, televizijska i filmska glumica.

## Životopis
Diplomirala je glumu na Akademiji dramske umjetnosti u Zagrebu kao i pravo na Pravnom fakultetu u Zagrebu. Snimila je brojne glazbene i promidžbene kampanje. Bila je uposlena u Zagrebačkom kazalištu lutaka..

## Filmografija

### Televizijske uloge
- "Nad lipom 35" kao Anđelka (2006.)
- "Zabranjena ljubav" kao Andrea Kirin (2006.)
- "Ne daj se, Nina" kao Koraljka Gabrek (2007. – 2008.)
- "Zauvijek susjedi" kao Klara (2008.)
- "Najbolje godine" kao Danijela (2010. – 2011.)

### Filmske uloge
- "Lopovi prve klase" (2005.)

## Vanjske poveznice
- Vanda Božić u internetskoj bazi filmova IMDb-u (engl.)
- Stranica na ZKL.hr  Arhivirana inačica izvorne stranice od 29. svibnja 2008. (Wayback Machine)